# Хепнер (Орегон)
Хепнер (англ. Heppner) — город и административный центр округа Морроу в штате Орегон в Соединённых Штатах Америки.
Согласно данным переписи населения США 2020 года число жителей города составляло 1187 человек, что, для такого небольшого населённого пункта, существенно меньше (- 8.1%), чем было во время предыдущей переписи, проводившейся в 2010 году (1291 человек).

## История
Коренные народы США жили на этих землях за тысячи лет до появления европейских колонистов.
До основания Хепнера в 1872 году, европейско-американские скотоводы использовали эту территорию в качестве пастбища для овец и крупного рогатого скота. Поселение изначально называлось Стэндсбери-Флэтс в честь Джорджа У. Стэндсбери (англ. George W. Standsbury), одного из первых европейско-американских поселенцев в этом районе.
В 1872 году полковник Джексон Ли Морроу, торговец, вступил в партнерство с Генри Хеппнером, известным еврейским бизнесменом, и они построили магазин на пересечении нынешних улиц Мэй и Мэйн. Вскоре после этого между Пендлтоном и Те-Далсом начала работать почтовая и дилижансная линия, которая проходила через Хепнер.
Хепнер был назначен временным административным центром округа на момент его создания и с небольшим перевесом победил близлежащий Лексингтон на выборах, проведенных в 1886 году, чтобы определить постоянный административный центр округа. Хеппнер был зарегистрирован в реестре как город 9 февраля 1887 года.
В 1888 году здесь появилось первое железнодорожное сообщение.
Город Хепнер был почти уничтожен внезапным наводнением в воскресенье, 14 июня 1903 года. Наводнение было вызвано внезапным ливнем и сопровождающим его градом, который вызвал обрушение обломочной плотины и сброс воды (особенно на Уиллоу-Крик); стена воды, грязи и мусора пронеслась по ручьям и каньонам и через город. Было подсчитано, что 238 человек (четверть населения города) утонули, что сделало это наводнение самым смертоносным стихийным бедствием в истории штата Орегон. Близлежащие города Айон и Лексингтон также понесли значительный ущерб. В 1983 году было завершено строительство мощной плотины Уиллоу-Крик на окраине города, чтобы избежать повторения трагедии.
Несколько архитектурных объектов города, включая здание окружного суда, включены в Национальный реестр исторических мест США.

## География
Хеппнер находится выше по течению по реке Колумбия от Лексингтона, Айона и Арлингтона.
Согласно данным Бюро переписи населения США, общая площадь города составляет 1,24 квадратных мили (3,21 км2), из которых 1,23 квадратных мили (3,19 км2) — это суша и 0,01 квадратных мили (0,03 км2) занимает водная поверхность.

## Климат
Согласно системе классификации климата Кёппена, в Хепнере теплый летний средиземноморский климат, на климатических картах обозначаемый аббревиатурой «Csb». Самая высокая температура, зарегистрированная здесь, составила 110 °F (43,3 °C) 10 августа 1898 года, а самая низкая температура была −19 °F (−28,3 °C) 10 января 1909 года и 12 января 1909 года.